# Turkiskt kaffe

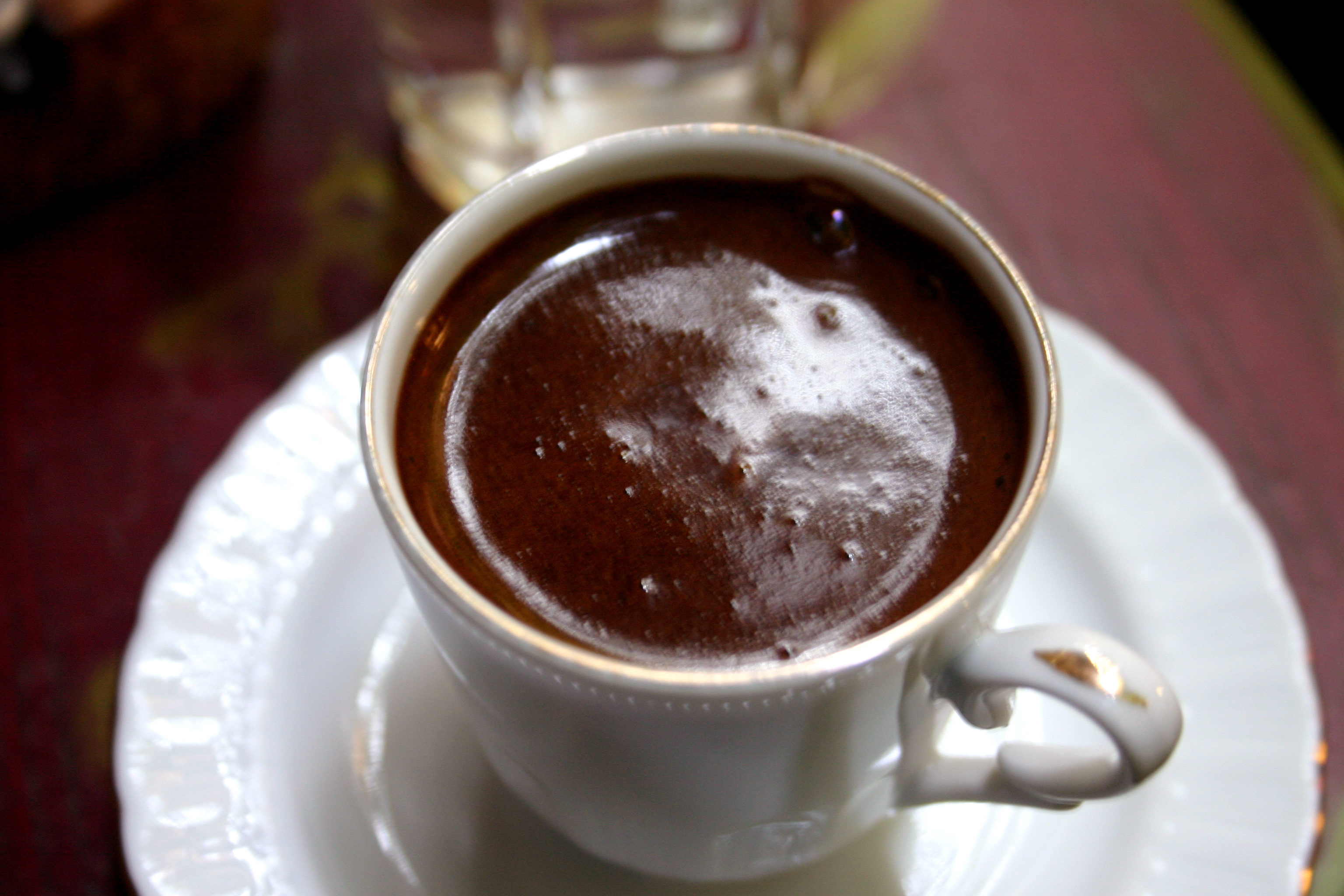
En kopp turkiskt kaffe.

Turkiskt kaffe, även bland annat kallat arabiskt kaffe, grekiskt kaffe och assyriskt kaffe  är en kaffetillredningsmetod. Mycket finmalet rostat kaffe kokas i stark blandning i en särskild kaffekanna, kallad cezve eller ibrik, tillsammans med socker efter smak. Därefter slås kaffet upp i en liten kopp eller ett litet glas där det får sedimentera. Kaffesumpen kan utgöra halva volymen. Det här sättet att tillreda och servera kaffe är vanligt i Mellanöstern, Nordafrika, Kaukasus och Balkan. Det spreds med det Osmanska riket och var det sätt som kaffe serverades på även i Västeuropa när kaffe först introducerades på 1600-talet.
Kaffe har en stark tradition i Turkiet och det turkiska ordet för frukost, kahvaltı, i ordagrann översättning blir "före kaffet" och det turkiska ordet för färgen brun, kahverengi, betyder "kaffefärg".

## Namnet
Normalt kallas turkiskt kaffe helt enkelt för kaffe i de områden det är dominerande, men behövs specifikation kallas det "turkiskt kaffe" även i Turkiet, i första hand för att skilja det från snabbkaffe eller från varianter som Caffelatte i internationella kafékedjor.
I andra regioner förekommer både prefixet "turkiskt" och den egna regionens namn som prefix. I Grekland kallades det "turkiskt" ända fram till cypernkrisen 1974 och sedan dess används genomgående "grekiskt".
I Bulgarien är turkiskt kaffe vanligt i hemmen trots att det inom kafékulturen är vanligare med espresso.

## Tillredning

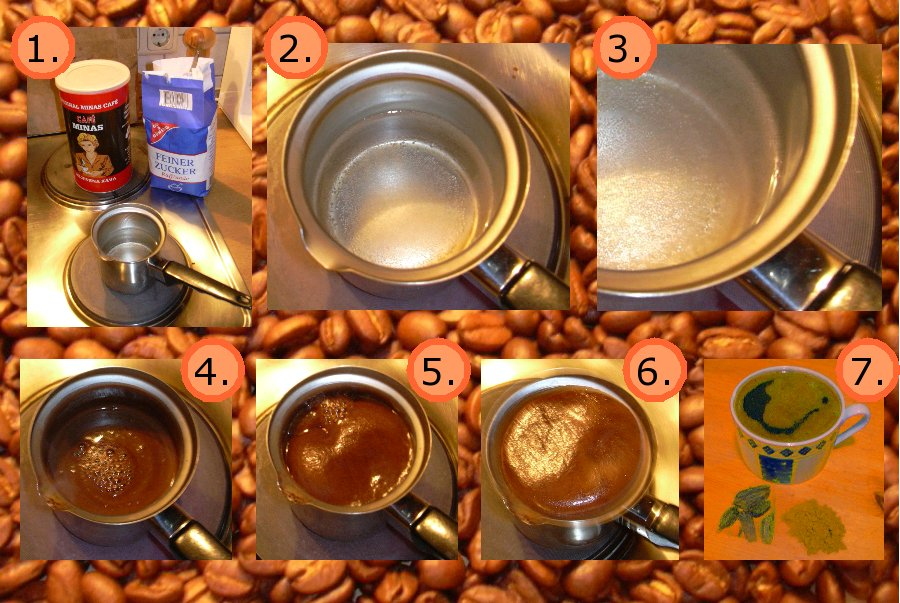
Tillredning

Turkiskt kaffe är en tillredningsmetod och är som sådan inte beroende av vilken kaffeböna som används. Det tillreds av mycket finmalet kaffe och kokande vatten och eventuellt socker. Vattnet värms i en speciell kaffepanna och i den hälls kaffet och sockret och rörs om. Kaffet ska inte koka men ligga nära kokpunkten tillräckligt länge för smakämnena att komma ut i vätskan och utan att röra i kaffet igen. I Turkiet finns fyra nivåer av sockermängd. Sade – utan socker, az şekerli – lite socker, orta şekerli – mittemellan och çok şekerli – mycket socker.

## Spådomskonst
Inom spådomskonsten är det vanligt att spå i kaffesump eller te, så kallad tasseografi och det gäller även turkiskt kaffe. Efter att kaffet druckits upp slås sumpen ut på kaffefatet och mönstren som skapas ligger till grund för siaren.